# Mednarodni komite slavistov
Mednarodni komitet slavistov (rusko Международный комитет славистов, angleško International Committee of Slavists) je mednarodna znanstvena organizacija, ki od 2008 povezuje nacionalne komitete slavistov iz slovanskih držav in ostalih držav po svetu. Mednarodni komitet slavistov spada pod UNESCO.

## Zgodovina
Mednarodni komite Slavistov je bil ustanovljen v Beogradu v Jugoslaviji leta 1955 s ciljem delovanja in kontinuacije mednarodne povezave slavistov in tradicije I. Mednarodnega kongresa Slavistov, ki je bil v Pragi leta 1929. Mednarodni komite se od leta 1958 sreča vsakih pet let sesta na Mednarodnemu kongresu slavistov:
- 1929, I, Praga[1][2], Brno[2], Bratislava[2] (Češkoslovaška), 6—13 oktober
- 1934, II, Varšava, Krakov (Poljska)[1], 23—30 september
- 1939, (III), Beograd (Kraljevina Jugoslavija), 18—25 september — kongres se ni srečal zaradi začetka vojne.[1][3]
  - 1946, Leningrad (Sovjetska zveza) — prvi povojni mednarodni kongres slavistov[1][4]
- 1948, (III), Moskva (Sovjetska zveza) — kongres se ni sestal zaradi sovjetsko-jugoslovanskega spora[1][4]
  - 1955, Beograd (Srbija, SFRJ)[1], 15—21 сeptember[4] — izredni kongres slavistov
- 1958, IV, Moskva (Sovjetska zveza), 1—12 september[1][5]
- 1963, V, Sofija (Bolgarija), 16—23 september[6]
- 1968, VI, Praga (Češkoslovaška), 7—13 avgusta[7]
- 1973, VII, Varšava (Poljska)[8], 21—27 avgusta
- 1978, VIII, Zagreb (SFRJ)[5] — Ljubljana (SFRJ), 3—9 september
- 1983, IX, Kijev (Sovjetska zveza), 6—14 september[9]
- 1988, X, Sofija (Bolgarija), 15—21 september[10].
- 1993, XI, Bratislava (Slovaška), 31 avgusta — 7 septembra[11]
- 1998, XII, Krakov (Poljska)[12], 27 avgusta — 3 septembra[13]
- 2003, XIII, Ljubljana (Slovenija), 15—21. avgusta[14]
- 2008, XIV, Ohrid (Makedonija), 10—16. septembra[15].
- 2013, XV, Minsk (Belorusija), 20—27 avgusta[16].
- 2018, XVI, Beograd (Srbija), planirano redno srečanja[17]

## Komisije
Na srečanju v Beogradu v oktobru 1955 so se odločili, da bodo pri Mednarodnemu komiteju slavistov komisije:
- Slovanski lingvistični atlas
- Staroslovanski slovar
- zgodovina slavistike
- onomastika
- o poetiki in stilistiki
- o terminologiji
- bibliografija

Kasneje so bile ostanovljene komisije:
- Fonetika in fonologija
- leksikologija in leksikografija
- Komisija srednjeveških slovanskih kultur
- Lingvistična in literaturna tekstologija
- Sociolingvistika
- Frazeologem
- Stilistika
- Medialingvistika